# عناصر المجموعة الثانية عشرة
| المجموعة | 6      |
| الدورة   |        |
| 4        | 30 Zn  |
| 5        | 48 Cd  |
| 6        | 80 Hg  |
| 7        | 112 Cn |
|          |        |

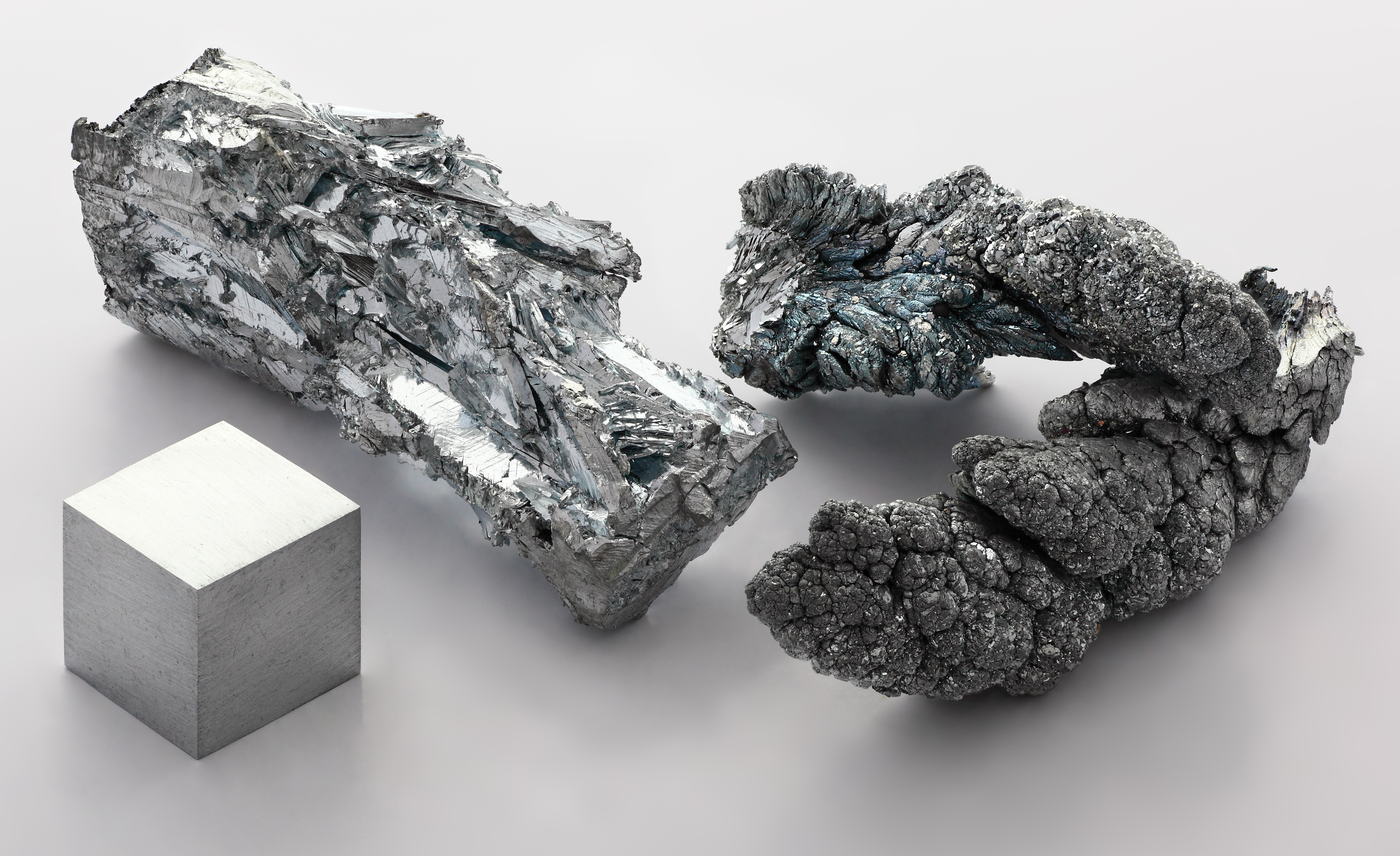

عناصر المجموعة الثانية عشر هي العناصر الموجودة بالجدول الدوري للعناصر في المجموعة الثانية عشر ( طبقا لشكل الاتحاد الدولي للكيمياء البحتة والتطبيقية) وهي:
- زنك (30)
- كادميوم (48)
- زئبق (80)
- كوبرنيسيوم (112)

تفسير الألوان للجدول الموجود على اليسار: 
فلزات انتقالية

تفسير ألوان العدد الذري: في درجة الحرارة العادية اللون الأحمر يوضح العناصر التي يتم تصنيعها ولا توجد في الطبيعة.